# هندي بلاغ (مقاطعة دهغلان)
هندي بلاغ (بالفارسية: هندی بلاغ) هي قرية تقع في قسم ايلان الجنوبي الريفي (مقاطعة دهغلان) في إيران. يقدر عدد سكانها بـ 0 نسمة بحسب إحصاء 2016.